# تپه کوللوخ زمی
تپه کوللوخ زمی مربوط به سدهٔ ۸–۶ ه.ق است و در شهرستان ورزقان، بخش مرکزی، دهستان ازومدل جنوبی، چسبیده به ضلع شمالی روستای علی بیک کندی واقع شده و این اثر در تاریخ ۲۷ بهمن ۱۳۸۷ با شمارهٔ ثبت ۲۴۵۱۱ به‌عنوان یکی از آثار ملی ایران به ثبت رسیده است.